# گرهارد تیله
گرهارد تیله (به انگلیسی: Gerhard Thiele) فضانورد اهل کشور آلمان است که در ۲ سپتامبر ۱۹۵۳ میلادی در هایدنهایم آن در برنتس زاده شد. وی در مأموریت اس‌تی‌اس-۹۹ حضور داشته است.